# 多田神社 (中野区)
多田神社（ただじんじゃ）は、東京都中野区南台にある神社。

## 概要
寛治6年（1092年）に創建された。源義家が後三年の役で出征の途中、当地で先祖の源満仲（多田満仲）の武勲を思い浮かべ、戦勝祈願した。そして凱旋した時に大宮八幡宮に対して神鏡を奉納するとともに、源満仲を思い浮かべた当地に、彼を祀る神社を建てたのが起源である。
当社は雑色村の鎮守でもあった。村名の「雑色」とは、大宮八幡宮の雑務（雑色）をこなす人たちの居住地が由来であり、雑色村は大宮八幡宮とも深い関りを持っていた。

## 交通アクセス
- 東京メトロ丸ノ内線方南町駅より徒歩10分。
- 新宿駅西口よりバス(京王バス　宿33系統永福町行き)「栄橋」下車